# John McEnery (színművész)
John McEnery (Birmingham, 1943. november 1. – 2019. április 12.) angol színész.

## Fontosabb filmjei
- Othello (1965)
- Rómeó és Júlia (Romeo and Juliet) (1968)
- The Other People (1968)
- A hölgy az autóban szemüveggel és puskával (The Lady in the Car with Glasses and a Gun) (1970)
- Bartleby (1970)
- Hajó a füvön (Le bateau sur l'herbe) (1971)
- Cárok végnapjai (Nicholas and Alexandra) (1971)
- The Ragman's Daughter (1972)
- Little Malcolm and His Struggle Against the Eunuchs (1974)
- Caprona – Az elfeledett vidék (The Land That Time Forgot) (1974)
- Galilei élete (Galileo) (1975)
- Párbajhősök (The Duellists) (1977)
- The Word (1978, tv-film)
- Jamaica Inn (1983, tv-film)
- Kis Dorrit (Little Dorrit) (1987)
- A Kray fivérek (The Krays) (1990)
- The Fool (1990)
- Hamlet (1990)
- Beltenebros (1991)
- The Buddha of Suburbia (1993, tv-film)
- Fekete szépség (Black Beauty) (1994)
- Ha eljön a szombat (When Saturday Comes) (1996)
- Merlin (1998)
- Egy tiszta nő (Tess of the D'Urbervilles) (1998, tv-film)
- Leány gyöngy fülbevalóval (Girl with a Pearl Earring) (2003)